# 64.º Prêmio Jabuti
O 64º Prêmio Jabuti foi um evento organizado pela Câmara Brasileira do Livro com o propósito de premiar os melhores livros brasileiros publicados em 2021 em diferentes categorias.

## História
Esta edição do Jabuti manteve o mesmo curador do ano anterior, o editor e tradutor Marcos Marcionilo. Além disso, substituiu no Conselho Curador a professora Ana Elisa Ribeiro pelo jornalista Rodrigo Casarin. Foram ainda mantidos os mesmos eixos e categorias da última edição.

## Personalidade Literária do Ano
Para a homenagem como Personalidade Literária deste ano, foi escolhida a doutora em filosofia, escritora e defensora dos direitos humanos Sueli Carneiro.